# Arseniato di sodio
L'arseniato di sodio è un composto inorganico contenente sodio e arsenico; la sua formula chimica è {\displaystyle {\ce {Na3AsO4}}}. I corrispondenti sali sono anch'essi chiamati "arseniati di sodio".
Il composto si presenta come un solido cristallino di colore bianco; può essere ottenuto mediante neutralizzazione dell'acido arsenico, secondo la reazione:
H3AsO4 + 3 NaOH → Na3AsO4 + 3 H2O
L'arseniato di sodio fa parte del gruppo 1 della classificazione IARC delle sostanze cancerogene, in ragione della sua spiccata genotossicità sul lungo periodo. Come effetti immediati, invece, l'inalazione di arseniato di sodio può causare neuropatie, vomito, diarrea, tosse e cefalea. Il contatto con la pelle può invece provocare dolore, eritemi e dermatiti. È inoltre fortemente irritante a livello oculare.